# Homaxinella domantayi
Homaxinella domantayi är en svampdjursart som beskrevs av Claude Lévi 1961. Homaxinella domantayi ingår i släktet Homaxinella och familjen Suberitidae.
Artens utbredningsområde är Filippinerna. Inga underarter finns listade i Catalogue of Life.